# Consonne occlusive labio-dentale sourde
La consonne occlusive labio-dentale sourde est un son consonantique peu fréquent dans les langues parlées. Le symbole dans l’alphabet phonétique international est [p̪], composé du symbole pour une consonne occlusive bilabiale sourde, diacrité par le symbole indiquant une dentale.

## Caractéristiques
Voici les caractéristiques de la consonne occlusive labio-dentale sourde :
- Son mode d'articulation est occlusif, ce qui signifie qu'elle est produite en obstruant l’air du chenal vocal.
- Son point d’articulation est labio-dentale, ce qui signifie qu'elle est articulée avec la lèvre inférieure et les dents de la mâchoire supérieure.
- Sa phonation est sourde, ce qui signifie qu'elle est produite sans la vibration des cordes vocales.
- C'est une consonne orale, ce qui signifie que l'air ne s’échappe que par la bouche.
- C'est une consonne centrale, ce qui signifie qu’elle est produite en laissant l'air passer au-dessus du milieu de la langue, plutôt que par les côtés.
- Son mécanisme de courant d'air est égressif pulmonaire, ce qui signifie qu'elle est articulée en poussant l'air par les poumons et à travers le chenal vocatoire, plutôt que par la glotte ou la bouche.

## En français
Le français ne possède pas le [p̪].

## Autres langues
Dans certains systèmes de transcription phonétique, surtout pour les langues africaines, le phonème est représenté par un ȹ, un qp ligaturé; il n'existe aucun caractère majuscule pour cette lettre).